# Bübingen
Bübingen est un quartier de la ville allemande de Sarrebruck en Sarre.

## Histoire
Le village est mentionné pour la première fois en 1310 sous le nom de Bibingen ou Bybinga.